# Европско првенство у рукомету за жене 2018.
Европско првенство у рукомету за жене 2018. је било тринаесто издање овог такмичење. Одржало се у Француској. Титулу шампиона је бранила репрезентација Норвешке.
Титулу је освојила репрезентација Француске победивши у финалу Русију. Ово је била прва титула за Француску на европским превенствима.

## Дворане
| Арена AccorHotels Капацитет: 15.603      | Арена AccorHotels Капацитет: 15.603      | Дворана XXL Капацитет: 12.000            | Дворана XXL Капацитет: 12.000 | Аксон Арена Капацитет: 6.400 | Аксон Арена Капацитет: 6.400 |
|                                          |                                          |                                          |                               |                              |                              |
| НансиБрестПаризМонбелијарНант            |                                          |                                          |                               |                              |                              |
| Нанси                                    | Нанси                                    | Нанси                                    | Брест                         | Брест                        | Брест                        |
| Палата спортова Жан Веј Капацитет: 6.000 | Палата спортова Жан Веј Капацитет: 6.000 | Палата спортова Жан Веј Капацитет: 6.000 | Арена Брест Капацитет: 4.500  | Арена Брест Капацитет: 4.500 | Арена Брест Капацитет: 4.500 |
|                                          |                                          |                                          |                               |                              |                              |

## Квалификације
Свих 16 тимова су учествовали и на претходном европском првенству.
| Држава    | Квалификована као                               | Датум               |
| --------- | ----------------------------------------------- | ------------------- |
| Француска | Домаћин                                         | 20. септембар 2014. |
| Данска    | Победник групе 5 квалификација                  | 24. март 2018.      |
| Црна Гора | Победник групе 2 квалификација                  | 24. март 2018.      |
| Норвешка  | Победник групе 1 квалификација                  | 25. март 2018.      |
| Шпанија   | Победник групе 6 квалификација                  | 30. мај 2018.       |
| Шведска   | Другопласирани у групи 3 квалификација          | 30. мај 2018.       |
| Србија    | Победник групе 3 квалификација                  | 30. мај 2018.       |
| Немачка   | Другопласирани у групи 6 квалификација          | 31. мај 2018.       |
| Мађарска  | Победник групе 7 квалификација                  | 31. мај 2018.       |
| Холандија | Другопласирани у групи 7 квалификација          | 31. мај 2018.       |
| Румунија  | Победник групе 4 квалификација                  | 31. мај 2018.       |
| Хрватска  | Другопласирани у групи 1 квалификација          | 2. јун 2018.        |
| Русија    | Другопласирани у групи 4 квалификација          | 3. јун 2018.        |
| Пољска    | Другопласирани у групи 2 квалификација          | 3. јун 2018.        |
| Чешка     | Другопласирани у групи 5 квалификација          | 3. јун 2018.        |
| Словенија | Најбоље рангирана трећепласирана репрезентација | 3. јун 2018.        |

## Referees
12 судијских парова је одабрано 4. октобар 2018. године.
| Судије    | Судије                                 |
| --------- | -------------------------------------- |
| Аустрија  | Ана Вранеш Марлис Венингер             |
| Хрватска  | Далибор Јуриновић Марко Мрвица         |
| Данска    | Карина Кристијансен Лине Хансен        |
| Француска | Шарлота Бонавентура Јулија Бонавентура |
| Гренланд  | Михалис Цаферопулос Андреас Бетман     |
| Мађарска  | Петер Хорвар Балаж Мартон              |

| Судије    | Судије                               |
| --------- | ------------------------------------ |
| Молдавија | Игор Ковалкјук Алексеј Ковалкјук     |
| Румунија  | Кристина Настасе Симона Станчу       |
| Русија    | Викторија Алпаидзе Татјана Бережкина |
| Србија    | Александар Панџић Иван Мошорински    |
| Шпанија   | Андреј Марин Игнасио Гарсија         |
| Шведска   | Марија Бенани Сафија Бенани          |

## Жреб
Жреб је одржан 12. јуна 2018. године у Паризу.
| Шешир 1                                    | Шешир 2                                   | Шешир 3                                  | Шешир 4                                 |
| ------------------------------------------ | ----------------------------------------- | ---------------------------------------- | --------------------------------------- |
| - Норвешка - Мађарска - Француска - Данска | - Румунија - Шпанија - Србија - Црна Гора | - Холандија - Немачка - Русија - Шведска | - Чешка - Пољска - Хрватска - Словенија |

## Групна фаза

### Група А
| 30. новембар 18:00 | Србија          | 33:26   | Пољска        | Дворана XXL, Нант Гледалаца: 2.230 Судије: Бетман, Цаферопулос |
| 30. новембар 18:00 | Крпеж Шлежак 11 | (13:14) | Кудлач-Глоч 6 | Дворана XXL, Нант Гледалаца: 2.230 Судије: Бетман, Цаферопулос |
| 30. новембар 18:00 | 3× 1×           | Детаљи  | 4× 1×         | Дворана XXL, Нант Гледалаца: 2.230 Судије: Бетман, Цаферопулос |

| 30. новембар 21:00 | Данска     | 30:29   | Шведска  | Дворана XXL, Нант Гледалаца: 3.847 Судије: Јуриновић, Мрвица |
| 30. новембар 21:00 | Транборг 7 | (15:16) | Хагман 7 | Дворана XXL, Нант Гледалаца: 3.847 Судије: Јуриновић, Мрвица |
| 30. новембар 21:00 | 6× 2× 1×   | Детаљи  | 3×       | Дворана XXL, Нант Гледалаца: 3.847 Судије: Јуриновић, Мрвица |

| 2. децембар 15:00 | Пољска       | 21:28  | Данска                    | Дворана XXL, Нант Гледалаца: 3.683 Судије: Хорват, Мартон |
| 2. децембар 15:00 | Кобилинска 7 | (9:11) | К. Јергенсен, Естергард 5 | Дворана XXL, Нант Гледалаца: 3.683 Судије: Хорват, Мартон |
| 2. децембар 15:00 | 1× 2× 1×     | Детаљи | 6× 2×                     | Дворана XXL, Нант Гледалаца: 3.683 Судије: Хорват, Мартон |

| 2. децембар 18:00 | Шведска | 22:21   | Србија         | Дворана XXL, Нант Гледалаца: 3.810 Судије: Настасе, Станчу |
| 2. децембар 18:00 | Алм 5   | (11:13) | Крпеж Шлезак 7 | Дворана XXL, Нант Гледалаца: 3.810 Судије: Настасе, Станчу |
| 2. децембар 18:00 | 4× 1×   | Детаљи  | 5× 3×          | Дворана XXL, Нант Гледалаца: 3.810 Судије: Настасе, Станчу |

| 4. децембар 18:00 | Шведска              | 23:22  | Пољска | Дворана XXL, Нант Гледалаца: 3.014 Судије: Гарсија, Марин |
| 4. децембар 18:00 | Бломстранд, Хагман 4 | (10:5) | Гжиб 9 | Дворана XXL, Нант Гледалаца: 3.014 Судије: Гарсија, Марин |
| 4. децембар 18:00 | 2× 3×                | Детаљи | 5× 1×  | Дворана XXL, Нант Гледалаца: 3.014 Судије: Гарсија, Марин |

| 4. децембар 21:00 | Данска      | 25:30   | Србија                | Дворана XXL, Нант Гледалаца: 3.026 Судије: Ковалчјук, Ковалчјук |
| 4. децембар 21:00 | Естергард 6 | (13:17) | Крпеж Шлезак, Лекић 8 | Дворана XXL, Нант Гледалаца: 3.026 Судије: Ковалчјук, Ковалчјук |
| 4. децембар 21:00 | 4× 3×       | Детаљи  | 2×                    | Дворана XXL, Нант Гледалаца: 3.026 Судије: Ковалчјук, Ковалчјук |

|    | Репрезентација | Ут. | Поб. | Н. | Пор. | Пос. | При. | Гр. | Бод. |
| -- | -------------- | --- | ---- | -- | ---- | ---- | ---- | --- | ---- |
| 1. | Србија         | 3   | 2    | 0  | 1    | 84   | 73   | +11 | 4    |
| 2. | Шведска        | 3   | 2    | 0  | 1    | 74   | 73   | +1  | 4    |
| 3. | Данска         | 3   | 2    | 0  | 1    | 83   | 80   | +3  | 4    |
| 4. | Пољска         | 3   | 0    | 0  | 3    | 69   | 84   | -15 | 0    |

### Група Б
| 29. новембар 21:00 | Француска | 23:26   | Русија        | Палата спортова Жан Веј, Нанси Гледалаца: 5.220 Судије: Гарсија, Марин |
| 29. новембар 21:00 | Канор 6   | (11:11) | Димитријева 8 | Палата спортова Жан Веј, Нанси Гледалаца: 5.220 Судије: Гарсија, Марин |
| 29. новембар 21:00 | 5× 4×     | Детаљи  | 4× 2×         | Палата спортова Жан Веј, Нанси Гледалаца: 5.220 Судије: Гарсија, Марин |

| 30. новембар 21:00 | Црна Гора   | 36:32   | Словенија | Палата спортова Жан Веј, Нанси Гледалаца: 1.956 Судије: Настасе, Станчу |
| 30. новембар 21:00 | Радичевић 7 | (18:12) | Грос 8    | Палата спортова Жан Веј, Нанси Гледалаца: 1.956 Судије: Настасе, Станчу |
| 30. новембар 21:00 | 6× 2×       | Детаљи  | 2× 3×     | Палата спортова Жан Веј, Нанси Гледалаца: 1.956 Судије: Настасе, Станчу |

| 2. децембар 15:00 | Словенија | 21:30  | Француска | Палата спортова Жан Веј, Нанси Гледалаца: 5.220 Судије: Ковалчјук, Ковалчјук |
| 2. децембар 15:00 | Грос 5    | (8:17) | Зади 6    | Палата спортова Жан Веј, Нанси Гледалаца: 5.220 Судије: Ковалчјук, Ковалчјук |
| 2. децембар 15:00 | 2×        | Детаљи | 2× 4×     | Палата спортова Жан Веј, Нанси Гледалаца: 5.220 Судије: Ковалчјук, Ковалчјук |

| 2. децембар 18:00 | Русија     | 24:23   | Црна Гора   | Палата спортова Жан Веј, Нанси Гледалаца: 3.229 Судије: Јуриновић, Мрвица |
| 2. децембар 18:00 | Самокина 7 | (13:15) | Јауковић 12 | Палата спортова Жан Веј, Нанси Гледалаца: 3.229 Судије: Јуриновић, Мрвица |
| 2. децембар 18:00 | 5× 3×      | Детаљи  | 1× 4×       | Палата спортова Жан Веј, Нанси Гледалаца: 3.229 Судије: Јуриновић, Мрвица |

| 4. децембар 18:00 | Русија     | 27:29   | Словенија | Палата спортова Жан Веј, Нанси Гледалаца: 3.120 Судије: Бетрман, Цаферопулос |
| 4. децембар 18:00 | Кочетова 6 | (13:13) | Грос 12   | Палата спортова Жан Веј, Нанси Гледалаца: 3.120 Судије: Бетрман, Цаферопулос |
| 4. децембар 18:00 | 3× 1×      | Детаљи  | 6× 3×     | Палата спортова Жан Веј, Нанси Гледалаца: 3.120 Судије: Бетрман, Цаферопулос |

| 4. децембар 21:00 | Француска   | 25:20  | Црна Гора   | Палата спортова Жан Веј, Нанси Гледалаца: 5.220 Судије: Хорват, Мартон |
| 4. децембар 21:00 | Нце Минко 7 | (16:8) | Радичевић 6 | Палата спортова Жан Веј, Нанси Гледалаца: 5.220 Судије: Хорват, Мартон |
| 4. децембар 21:00 | 4× 3×       | Детаљи | 4× 3×       | Палата спортова Жан Веј, Нанси Гледалаца: 5.220 Судије: Хорват, Мартон |

|    | Репрезентација | Ут. | Поб. | Н. | Пор. | Пос. | При. | Гр. | Бод. |
| -- | -------------- | --- | ---- | -- | ---- | ---- | ---- | --- | ---- |
| 1. | Русија         | 3   | 2    | 0  | 1    | 77   | 75   | +2  | 4    |
| 2. | Француска      | 3   | 2    | 0  | 1    | 78   | 67   | +11 | 4    |
| 3. | Црна Гора      | 3   | 1    | 0  | 2    | 79   | 81   | -2  | 4    |
| 4. | Словенија      | 3   | 1    | 0  | 2    | 82   | 93   | -11 | 0    |

### Група Ц
| 1. децембар 15:00 | Мађарска       | 25:28   | Холандија       | Аксон Арена, Монбелијар Гледалаца: 2.800 Судије: Алпаидзе, Бережкина |
| 1. децембар 15:00 | Хафра, Ковач 5 | (11:11) | Абинг, Дулфер 5 | Аксон Арена, Монбелијар Гледалаца: 2.800 Судије: Алпаидзе, Бережкина |
| 1. децембар 15:00 | 5× 4×          | Детаљи  | 5× 1×           | Аксон Арена, Монбелијар Гледалаца: 2.800 Судије: Алпаидзе, Бережкина |

| 1. децембар 18:00 | Шпанија | 25:18  | Хрватска | Аксон Арена, Монбелијар Гледалаца: 3.600 Судије: Бенани, Бенани |
| 1. децембар 18:00 | Пена 7  | (15:5) | Дежић 4  | Аксон Арена, Монбелијар Гледалаца: 3.600 Судије: Бенани, Бенани |
| 1. децембар 18:00 | 3×      | Детаљи | 3× 2×    | Аксон Арена, Монбелијар Гледалаца: 3.600 Судије: Бенани, Бенани |

| 3. децембар 18:00 | Хрватска | 18:24  | Мађарска        | Аксон Арена, Монбелијар Гледалаца: 2.731 Судије: Врањеш, Венингер |
| 3. децембар 18:00 | Крсник 8 | (9:13) | 3 играчице по 5 | Аксон Арена, Монбелијар Гледалаца: 2.731 Судије: Врањеш, Венингер |
| 3. децембар 18:00 | 7× 1×    | Детаљи | 4× 2×           | Аксон Арена, Монбелијар Гледалаца: 2.731 Судије: Врањеш, Венингер |

| 3. децембар 21:00 | Холандија | 28:27   | Хрватска | Аксон Арена, Монбелијар Гледалаца: 3.862 Судије: Бонавентура, Бонваентура |
| 3. децембар 21:00 | Грот 9    | (14:11) | Мартин 6 | Аксон Арена, Монбелијар Гледалаца: 3.862 Судије: Бонавентура, Бонваентура |
| 3. децембар 21:00 | 3× 2×     | Детаљи  | 6× 1×    | Аксон Арена, Монбелијар Гледалаца: 3.862 Судије: Бонавентура, Бонваентура |

| 5. децембар 18:00 | Холандија | 34:23   | Хрватска       | Аксон Арена, Монбелијар Гледалаца: 4.470 Судије: Кристијансен, Хансен |
| 5. децембар 18:00 | Амега 8   | (17:10) | Калаус, Турк 6 | Аксон Арена, Монбелијар Гледалаца: 4.470 Судије: Кристијансен, Хансен |
| 5. децембар 18:00 | 2×        | Детаљи  | 2×             | Аксон Арена, Монбелијар Гледалаца: 4.470 Судије: Кристијансен, Хансен |

| 5. децембар 21:00 | Мађарска  | 32:26   | Шпанија  | Аксон Арена, Монбелијар Гледалаца: 2.768 Судије: Мошорински, Панџић |
| 5. децембар 21:00 | Планета 8 | (19:14) | Мартин 6 | Аксон Арена, Монбелијар Гледалаца: 2.768 Судије: Мошорински, Панџић |
| 5. децембар 21:00 | 4× 3×     | Детаљи  | 2×       | Аксон Арена, Монбелијар Гледалаца: 2.768 Судије: Мошорински, Панџић |

|    | Репрезентација | Ут. | Поб. | Н. | Пор. | Пос. | При. | Гр. | Бод. |
| -- | -------------- | --- | ---- | -- | ---- | ---- | ---- | --- | ---- |
| 1. | Холандија      | 3   | 3    | 0  | 0    | 90   | 75   | +15 | 6    |
| 2. | Мађарска       | 3   | 2    | 0  | 1    | 81   | 72   | +9  | 4    |
| 3. | Шпанија        | 3   | 1    | 0  | 2    | 78   | 78   | 0   | 2    |
| 4. | Хрватска       | 3   | 0    | 0  | 3    | 59   | 83   | -24 | 0    |

### Група Д
| 1. децембар 15:00 | Норвешка  | 32:33   | Немачка         | Брест арена, Брест Гледалаца: 3.520 Судије: Бонавентура, Бонавентура |
| 1. децембар 15:00 | Офтедал 7 | (16:15) | Белк, Гросман 5 | Брест арена, Брест Гледалаца: 3.520 Судије: Бонавентура, Бонавентура |
| 1. децембар 15:00 | 5× 2×     | Детаљи  | 5× 2×           | Брест арена, Брест Гледалаца: 3.520 Судије: Бонавентура, Бонавентура |

| 1. децембар 18:00 | Румунија  | 31:28   | Чешка            | Брест арена, Брест Гледалаца: 3.098 Судије: Кристијансен, Хансен |
| 1. децембар 18:00 | Букески 9 | (17:11) | Лузумова, Мала 5 | Брест арена, Брест Гледалаца: 3.098 Судије: Кристијансен, Хансен |
| 1. децембар 18:00 | 4× 1×     | Детаљи  | 7× 2× 1×         | Брест арена, Брест Гледалаца: 3.098 Судије: Кристијансен, Хансен |

| 3. децембар 18:00 | Немачка | 24:29   | Румунија   | Брест арена, Брест Гледалаца: 2.106 Судије: Мошорински, Панџић |
| 3. децембар 18:00 | Бенке 8 | (11:14) | Букески 11 | Брест арена, Брест Гледалаца: 2.106 Судије: Мошорински, Панџић |
| 3. децембар 18:00 | 4× 1×   | Детаљи  | 4× 2×      | Брест арена, Брест Гледалаца: 2.106 Судије: Мошорински, Панџић |

| 3. децембар 21:00 | Чешка       | 17:31   | Норвешка     | Брест арена, Брест Гледалаца: 1.734 Судије: Бенани, Бенани |
| 3. децембар 21:00 | Марчикова 4 | (10:20) | Ауне, Леке 6 | Брест арена, Брест Гледалаца: 1.734 Судије: Бенани, Бенани |
| 3. децембар 21:00 | 1× 3×       | Детаљи  | 2× 1×        | Брест арена, Брест Гледалаца: 1.734 Судије: Бенани, Бенани |

| 5. децембар 18:00 | Немачка   | 30:28   | Чешка       | Брест арена, Брест Гледалаца: 2.930 Судије: Врањеш, Венингер |
| 5. децембар 18:00 | Шмелцер 7 | (16:16) | Лузумова 10 | Брест арена, Брест Гледалаца: 2.930 Судије: Врањеш, Венингер |
| 5. децембар 18:00 | 5× 2×     | Детаљи  | 4× 2×       | Брест арена, Брест Гледалаца: 2.930 Судије: Врањеш, Венингер |

| 5. децембар 21:00 | Норвешка             | 23:31   | Румунија | Брест арена, Брест Гледалаца: 2.782 Судије: Алпаидзе, Бережкина |
| 5. децембар 21:00 | Ауне, Кристијансен 5 | (12:18) | Неагу 11 | Брест арена, Брест Гледалаца: 2.782 Судије: Алпаидзе, Бережкина |
| 5. децембар 21:00 | 1× 3×                | Детаљи  | 1× 2×    | Брест арена, Брест Гледалаца: 2.782 Судије: Алпаидзе, Бережкина |

|    | Репрезентација | Ут. | Поб. | Н. | Пор. | Пос. | При. | Гр. | Бод. |
| -- | -------------- | --- | ---- | -- | ---- | ---- | ---- | --- | ---- |
| 1. | Румунија       | 3   | 3    | 0  | 0    | 91   | 75   | +16 | 6    |
| 2. | Немачка        | 3   | 2    | 0  | 1    | 87   | 89   | -2  | 4    |
| 3. | Норвешка       | 3   | 1    | 0  | 2    | 86   | 81   | +5  | 2    |
| 4. | Чешка          | 3   | 0    | 0  | 3    | 73   | 92   | -19 | 0    |

## Друга групна фаза

### Група I
| 6. децембар 18:00 | Данска   | 23:29   | Француска   | Дворана XXL, Нант Гледалаца: 5.296 Судије: Јуриновић, Мрвица |
| 6. децембар 18:00 | Волер 5  | (11:17) | Нзе Минко 6 | Дворана XXL, Нант Гледалаца: 5.296 Судије: Јуриновић, Мрвица |
| 6. децембар 18:00 | 7× 3× 1× | Детаљи  | 3×          | Дворана XXL, Нант Гледалаца: 5.296 Судије: Јуриновић, Мрвица |

| 6. децембар 21:00 | Шведска  | 28:30   | Црна Гора   | Дворана XXL, Нант Гледалаца: 2.614 Судије: Бетман, Цаферопулос |
| 6. децембар 21:00 | Гулден 6 | (14:18) | Радичевић 9 | Дворана XXL, Нант Гледалаца: 2.614 Судије: Бетман, Цаферопулос |
| 6. децембар 21:00 | 4× 2× 1× | Детаљи  | 6× 3×       | Дворана XXL, Нант Гледалаца: 2.614 Судије: Бетман, Цаферопулос |

| 9. децембар 15:00 | Шведска  | 21:21   | Француска  | Дворана XXL, Нант Гледалаца: 7.241 Судије: Хорват, Мартон |
| 9. децембар 15:00 | Гулден 6 | (14:11) | Лакрабер 5 | Дворана XXL, Нант Гледалаца: 7.241 Судије: Хорват, Мартон |
| 9. децембар 15:00 | 1× 2×    | Детаљи  | 3×         | Дворана XXL, Нант Гледалаца: 7.241 Судије: Хорват, Мартон |

| 9. децембар 18:00 | Србија         | 25:29   | Русија        | Дворана XXL, Нант Гледалаца: 6.420 Судије: Гарсија, Марин |
| 9. децембар 18:00 | Крпеж Слежак 7 | (13:16) | Димитријева 7 | Дворана XXL, Нант Гледалаца: 6.420 Судије: Гарсија, Марин |
| 9. децембар 18:00 | 2×             | Детаљи  | 5× 2×         | Дворана XXL, Нант Гледалаца: 6.420 Судије: Гарсија, Марин |

| 10. децембар 18:00 | Данска    | 21:32  | Русија      | Дворана XXL, Нант Гледалаца: 2.812 Судије: Бетман, Цаферопулос |
| 10. децембар 18:00 | Хајндал 5 | (9:14) | Вјакирева 9 | Дворана XXL, Нант Гледалаца: 2.812 Судије: Бетман, Цаферопулос |
| 10. децембар 18:00 | 6× 3×     | Детаљи | 7× 3× 1×    | Дворана XXL, Нант Гледалаца: 2.812 Судије: Бетман, Цаферопулос |

| 10. децембар 21:00 | Србија          | 27:28   | Црна Гора       | Дворана XXL, Нант Гледалаца: 2.307 Судије: Настасе, Станчу |
| 10. децембар 21:00 | Крпеж Шлезак 12 | (15:12) | 3 играчице по 6 | Дворана XXL, Нант Гледалаца: 2.307 Судије: Настасе, Станчу |
| 10. децембар 21:00 | 2×              | Детаљи  | 3×              | Дворана XXL, Нант Гледалаца: 2.307 Судије: Настасе, Станчу |

| 12. децембар 15:45 | Данска   | 24:23   | Црна Гора   | Дворана XXL, Нант Гледалаца: 3.811 Судије: Коваклјук, Ковалкјук |
| 12. децембар 15:45 | Хансен 6 | (15:11) | Радичевић 7 | Дворана XXL, Нант Гледалаца: 3.811 Судије: Коваклјук, Ковалкјук |
| 12. децембар 15:45 | 5× 3×    | Детаљи  | 3×          | Дворана XXL, Нант Гледалаца: 3.811 Судије: Коваклјук, Ковалкјук |

| 12. децембар 18:00 | Шведска   | 39:30   | Русија     | Дворана XXL, Нант Гледалаца: 3.848 Судије: Хорват, Мартон |
| 12. децембар 18:00 | Хагман 17 | (18:17) | Самокина 6 | Дворана XXL, Нант Гледалаца: 3.848 Судије: Хорват, Мартон |
| 12. децембар 18:00 | 2× 1×     | Детаљи  | 3×         | Дворана XXL, Нант Гледалаца: 3.848 Судије: Хорват, Мартон |

| 12. децембар 21:00 | Србија          | 28:38   | Француска   | Дворана XXL, Нант Гледалаца: 7.046 Судије: Гарсија, Марин |
| 12. децембар 21:00 | 3 играчице по 5 | (14:18) | Нзе Минко 9 | Дворана XXL, Нант Гледалаца: 7.046 Судије: Гарсија, Марин |
| 12. децембар 21:00 | 2× 1×           | Детаљи  | 2× 1×       | Дворана XXL, Нант Гледалаца: 7.046 Судије: Гарсија, Марин |

| Pos | Тим       | О | П | Н | И | ГД  | ГП  | ГР  | Бод. | Qualification        |
| --- | --------- | - | - | - | - | --- | --- | --- | ---- | -------------------- |
| 1   | Русија    | 5 | 4 | 0 | 1 | 141 | 131 | +10 | 8    | Полуфинале           |
| 2   | Француска | 5 | 3 | 1 | 1 | 136 | 118 | +18 | 7    | Полуфинале           |
| 3   | Шведска   | 5 | 2 | 1 | 2 | 139 | 132 | +7  | 5    | Утакмица за 5. место |
| 4   | Данска    | 5 | 2 | 0 | 3 | 123 | 143 | −20 | 4    |                      |
| 5   | Црна Гора | 5 | 2 | 0 | 3 | 124 | 128 | −4  | 4    |                      |
| 6   | Србија    | 5 | 1 | 0 | 4 | 131 | 142 | −11 | 2    |                      |

1. 1 2  Данска 24–23 Црна Гора

### Група II
| 7. децембар 18:00 | Шпанија  | 23:29  | Немачка         | Палата спортова Жан Веј, Нанси Гледалаца: 2.217 Судије: Алпаидзе, Бережкина |
| 7. децембар 18:00 | Мартин 7 | (9:17) | 3 играчице по 4 | Палата спортова Жан Веј, Нанси Гледалаца: 2.217 Судије: Алпаидзе, Бережкина |
| 7. децембар 18:00 | 4× 1×    | Детаљи | 3× 2×           | Палата спортова Жан Веј, Нанси Гледалаца: 2.217 Судије: Алпаидзе, Бережкина |

| 7. децембар 21:00 | Мађарска | 25:38   | Норвешка | Палата спортова Жан Веј, Нанси Гледалаца: 2.180 Судије: Кристијансен, Хансен |
| 7. децембар 21:00 | Тот 6    | (12:19) | Леке 7   | Палата спортова Жан Веј, Нанси Гледалаца: 2.180 Судије: Кристијансен, Хансен |
| 7. децембар 21:00 | 4× 1×    | Детаљи  | 5× 1×    | Палата спортова Жан Веј, Нанси Гледалаца: 2.180 Судије: Кристијансен, Хансен |

| 9. децембар 15:00 | Мађарска | 26:25   | Немачка | Палата спортова Жан Веј, Нанси Гледалаца: 2.926 Судије: Мошорински, Панџић |
| 9. децембар 15:00 | Лукач 7  | (12:10) | Штоле 9 | Палата спортова Жан Веј, Нанси Гледалаца: 2.926 Судије: Мошорински, Панџић |
| 9. децембар 15:00 | 4× 1×    | Детаљи  | 5× 1×   | Палата спортова Жан Веј, Нанси Гледалаца: 2.926 Судије: Мошорински, Панџић |

| 9. децембар 18:00 | Холандија     | 29:24   | Румунија  | Палата спортова Жан Веј, Нанси Гледалаца: 3.016 Судије: Бонавентура, Бонавентура |
| 9. децембар 18:00 | Абинг, Бонт 6 | (11:10) | Букески 8 | Палата спортова Жан Веј, Нанси Гледалаца: 3.016 Судије: Бонавентура, Бонавентура |
| 9. децембар 18:00 | 2× 1×         | Детаљи  | 2× 3×     | Палата спортова Жан Веј, Нанси Гледалаца: 3.016 Судије: Бонавентура, Бонавентура |

| 11. децембар 18:00 | Шпанија    | 25:27   | Румунија | Палата спортова Жан Веј, Нанси Гледалаца: 2.359 Судије: Врањеп, Венингер |
| 11. децембар 18:00 | Гонзалез 6 | (12:10) | Неагу 7  | Палата спортова Жан Веј, Нанси Гледалаца: 2.359 Судије: Врањеп, Венингер |
| 11. децембар 18:00 | 3× 1×      | Детаљи  | 3× 1×    | Палата спортова Жан Веј, Нанси Гледалаца: 2.359 Судије: Врањеп, Венингер |

| 11. децембар 21:00 | Холандија | 16:29  | Норвешка   | Палата спортова Жан Веј, Нанси Гледалаца: 1.803 Судије: Мошорински, Панџић |
| 11. децембар 21:00 | Полман 4  | (7:15) | Јакобсен 5 | Палата спортова Жан Веј, Нанси Гледалаца: 1.803 Судије: Мошорински, Панџић |
| 11. децембар 21:00 | 1×        | Детаљи | 3× 1×      | Палата спортова Жан Веј, Нанси Гледалаца: 1.803 Судије: Мошорински, Панџић |

| 12. децембар 15:45 | Шпанија | 26:33   | Норвешка  | Палата спортова Жан Веј, Нанси Гледалаца: 1.791 Судије: Бонваентура, Бонавентура |
| 12. децембар 15:45 | Лопез 5 | (17:18) | Офтедал 8 | Палата спортова Жан Веј, Нанси Гледалаца: 1.791 Судије: Бонваентура, Бонавентура |
| 12. децембар 15:45 | 5× 1×   | Детаљи  | 1×        | Палата спортова Жан Веј, Нанси Гледалаца: 1.791 Судије: Бонваентура, Бонавентура |

| 12. децембар 18:00 | Мађарска      | 31:29   | Румунија | Палата спортова Жан Веј, Нанси Гледалаца: 1.844 Судије: Бенани, Бенани |
| 12. децембар 18:00 | Хафра, Шацл 6 | (17:17) | Неагу 9  | Палата спортова Жан Веј, Нанси Гледалаца: 1.844 Судије: Бенани, Бенани |
| 12. децембар 18:00 | 4× 2×         | Детаљи  | 2× 1×    | Палата спортова Жан Веј, Нанси Гледалаца: 1.844 Судије: Бенани, Бенани |

| 12. децембар 21:00 | Холандија        | 27:21   | Немачка | Палата спортова Жан Веј, Нанси Гледалаца: 2.104 Судије: Алпаидзе, Бережкина |
| 12. децембар 21:00 | Дулфер, Полман 6 | (13:11) | Гешки 5 | Палата спортова Жан Веј, Нанси Гледалаца: 2.104 Судије: Алпаидзе, Бережкина |
| 12. децембар 21:00 | 1×               | Детаљи  | 1×      | Палата спортова Жан Веј, Нанси Гледалаца: 2.104 Судије: Алпаидзе, Бережкина |

| Pos | Тим       | О | П | Н | И | ГД  | ГП  | ГР  | Бод. | Qualification        |
| --- | --------- | - | - | - | - | --- | --- | --- | ---- | -------------------- |
| 1   | Холандија | 5 | 4 | 0 | 1 | 128 | 126 | +2  | 8    | Полуфинале           |
| 2   | Румунија  | 5 | 3 | 0 | 2 | 140 | 132 | +8  | 6    | Полуфинале           |
| 3   | Норвешка  | 5 | 3 | 0 | 2 | 155 | 131 | +24 | 6    | Утакмица за 5. место |
| 4   | Мађарска  | 5 | 3 | 0 | 2 | 139 | 146 | −7  | 6    |                      |
| 5   | Немачка   | 5 | 2 | 0 | 3 | 132 | 137 | −5  | 4    |                      |
| 6   | Шпанија   | 5 | 0 | 0 | 5 | 127 | 149 | −22 | 0    |                      |

1. 1 2 3  Румунија 2 бода, +6 ГР; Норвешка 2 бода, +5 ГР; Мађарска 2 бода, −11 ГР

## Елиминациона фаза
|  | Полуфинале   | Полуфинале |              |    | Финале | Финале |
|  |              |            |              |    |        |        |
|  | 14. децембар |            |              |    |        |        |
|  |              |            |              |    |        |        |
|  | Русија       | 28         |              |    |        |        |
|  | Русија       | 28         | 16. децембар |    |        |        |
|  | Румунија     | 22         |              |    |        |        |
|  | Румунија     | 22         | Русија       | 21 |        |        |
|  | 14. децембар |            | Русија       | 21 |        |        |
|  |              | Француска  | 24           |    |        |        |
|  | Холандија    | Француска  | 24           | 21 |        |        |
|  | Холандија    |            |              | 21 |        |        |
|  | Француска    | 27         |              |    |        |        |
|  | Француска    | 27         | За 3. место  |    |        |        |
|  |              |            |              |    |        |        |
|  | 16. децембар |            |              |    |        |        |
|  |              |            |              |    |        |        |
|  | Румунија     | 20         |              |    |        |        |
|  | Румунија     | 20         |              |    |        |        |
|  | Холандија    | 24         |              |    |        |        |

### Утакмица за 5. место
| 14. децембар 14:00 | Шведска      | 29:38   | Норвешка       | Акор Хотелс Арена, Париз Гледалаца: 8.639 Судије: Настасе, Станку |
| 14. децембар 14:00 | Лагерквист 7 | (14:22) | Кристијансен 6 | Акор Хотелс Арена, Париз Гледалаца: 8.639 Судије: Настасе, Станку |
| 14. децембар 14:00 | 2×           | Детаљи  | 1× 2×          | Акор Хотелс Арена, Париз Гледалаца: 8.639 Судије: Настасе, Станку |

### Полуфинале
| 14. децембар 17:30 | Русија       | 28:22   | Румунија         | Акор Хотелс Арена, Париз Гледалаца: 8.122 Судије: Хорват, Мартон |
| 14. децембар 17:30 | Вјакирева 13 | (16:15) | Драгут, Пинтеа 4 | Акор Хотелс Арена, Париз Гледалаца: 8.122 Судије: Хорват, Мартон |
| 14. децембар 17:30 | 2×           | Детаљи  | 7× 2×            | Акор Хотелс Арена, Париз Гледалаца: 8.122 Судије: Хорват, Мартон |

| 14. децембар 21:00 | Холандија | 21:27   | Француска | Акор Хотелс Арена, Париз Гледалаца: 12.463 Судије: Гарсија, Марин |
| 14. децембар 21:00 | Абинг 7   | (11:12) | Минко 6   | Акор Хотелс Арена, Париз Гледалаца: 12.463 Судије: Гарсија, Марин |
| 14. децембар 21:00 | 2×        | Детаљи  | 3× 2×     | Акор Хотелс Арена, Париз Гледалаца: 12.463 Судије: Гарсија, Марин |

### Утакмица за треће место
| 16. децембар 14:00 | Румунија        | 20:24  | Холандија | Акор Хотелс Арена, Париз Гледалаца: 13.145 Судије: Вранеш. Венингер |
| 16. децембар 14:00 | Ардеан-Елизеи 6 | (8:15) | Полман 7  | Акор Хотелс Арена, Париз Гледалаца: 13.145 Судије: Вранеш. Венингер |
| 16. децембар 14:00 | 2× 1×           | Детаљи | 1×        | Акор Хотелс Арена, Париз Гледалаца: 13.145 Судије: Вранеш. Венингер |

### Финале
| 16. децембар 17:30 | Русија      | 21:24   | Француска  | Акор Хотелс Арена, Париз Гледалаца: 14.000 Судије: Кристијансен, Хансен |
| 16. децембар 17:30 | Вјакирева 7 | (12:13) | Лакрабер 6 | Акор Хотелс Арена, Париз Гледалаца: 14.000 Судије: Кристијансен, Хансен |
| 16. децембар 17:30 | 3× 1×       | Детаљи  | 2× 1×      | Акор Хотелс Арена, Париз Гледалаца: 14.000 Судије: Кристијансен, Хансен |

| 2° место Русија | Победник Европског првенства у рукомету за жене 2018. Француска 1° титула | 3° место Холандија |

1. ↑  „EHF nominates referees for Women's EHF EURO 2018”. fra2018.ehf-euro.com. 4. 10. 2018. Архивирано из оригинала 1. 1. 2019. г. Приступљено 20. 10. 2018.
2. ↑  „Top goalscorers” (PDF). Архивирано из оригинала (PDF) 2019-01-07. г. Приступљено 2018-12-06.
3. ↑  „Top goalkeepers” (PDF). Архивирано из оригинала (PDF) 2019-01-07. г. Приступљено 2018-12-06.